# Лебедев, Николай Георгиевич
Николай Георгиевич Лебедев (1901—1992) — советский военачальник Великой Отечественной войны и войны с Японией в августе-сентябре 1945 г. Член Военного совета 25-й армии Дальневосточного фронта и 1-го Дальневосточного фронта в 1941—1945.
В 1945—1948 руководитель Советской гражданской администрации Северной Кореи: заместитель главы, с 1947 — глава администрации. Один из основателей КНДР и Трудовой партии Кореи.

## Биография
Н. Г. Лебедев родился в 1901 году в д. Буда Жиздринского уезда Калужской губернии (ныне Думиничский район Калужской области) в крестьянской семье.
- до 1916 учёба в Будской земской школе
- 1916—1918 учёба в Козельской учительской семинарии (его однокурсником был земляк — Тихон Митрохин)
- 1920 — вступление в РКП(б)
- 1920 — начало службы в Красной Армии
- 1924 — окончил Высшую военно-педагогическую школу
- 1924, сентябрь — назначен преподавателем обществознания Тверской кавалерийской школы Коминтерна имени Л. Д. Троцкого
- 1927, декабрь — преподаватель обществоведения курсов усовершенствования
- 1929, апрель — помощник начальника учебной части по партийно-политической работе школы зенитной артиллерии
- 1934, март — помощник по политчасти командира 45-го артиллерийского полка
- 1936, ноябрь — начальник отдела пропаганды, агитации и печати политуправления Киевского ВО
- 1939, февраль — и. д. начальника Военно-политического училища Киевского ОВО
- 1939, август — назначен начальником политотдела 49-го стрелкового корпуса. Участвовал в Польском походе и в войне с Финляндией, награждён орденом Ленина.

В 1940 году Н. Г. Лебедеву присвоено звание бригадный комиссар.
15 июня 1941 года назначен членом Военного совета 25-й армии. 06.12.1942 Н. Г. Лебедеву присвоено звание генерал-майор. В 1944 награждён орденом Красной Звезды за хорошую боевую и политическую подготовку воинских частей, переброшенных из состава 25-й армии на западный фронт.
В августе 1945 г. Н. Г. Лебедев был одним из руководителей военных операций 25-й армии Дальневосточного фронта в войне с Японией. В 1945—1948 руководитель советской гражданской администрации Северной Кореи. Был одним из основателей Трудовой партии Кореи.
С августа 1949 по июль 1950 года — заместитель командующего по политической части Донского военного округа.
Автор воспоминаний.
Андрей Ланьков пишет в своём исследовании «Северная Корея: вчера и сегодня»: «Автору довелось встречаться с Н. Г. Лебедевым в 1989 и 1990 году. Во время этих бесед я был поражён тем, что несмотря на крайнюю старость, Н. Г. Лебедев сохранил блестящую память и острый, несколько иронический ум, который резко контрастировал с его крайней физической дряхлостью».
В 1988 генерал Лебедев принял участие в съемках американского фильма Korea: The Unknown War (Корея: неизвестная война), его имя есть в титрах.
Похоронен на Троекуровском кладбище.

## Награды
- три ордена Ленина (в том числе 1945[2])
- три ордена Красного Знамени (в том числе 03.11.1944[2], 1950[2])
- орден Отечественной войны 1-й степени (1985)
- орден Красной Звезды (04.06.1944)
- медаль XX лет РККА (1938)
- медали СССР
- Орден Государственного флага КНДР 1-й и 2-й степеней
- награды ГДР